# Eugeniusz Horbaczewski
Eugeniusz Horbaczewski (né le 28 septembre 1917 à Kiev - mort le 18 août 1944 à Velennes) est un pilote de chasse polonais, as des forces armées polonaises de la Seconde Guerre mondiale.

## Biographie
Lors de ses études au lycée Eugeniusz Horbaczewski obtient sa licence de pilote de planeur. En 1937, après son baccalauréat il entre à l'École des cadets officiers de la force aérienne à Dęblin. Promu sous-lieutenant en 1939, il est évacué avec d'autres cadets en Roumanie, d'où il arrive en France par la Yougoslavie et la Grèce. Il reste sans affectation militaire, et après la bataille de France il gagne l'Angleterre.
Le 21 août 1941, le sous-lieutenant Horbaczewski est affecté à la 303e escadrille de chasse polonaise. Le 6 novembre 1941 il remporte sa première victoire en abattant un Bf 109. En septembre 1942 il est affecté à la 302e escadrille de chasse. En février 1943 il se porte volontaire pour rejoindre une unité polonaise (Polish Fighting Team) appelée aussi Cyrk Skalskiego (le cirque de Skalski) qui se bat en Tunisie à partir de mars 1943.
Après les combats en Afrique, Horbaczewski se voit proposer le commandement d'un flight du 43 squadron à Malte. En mai 1943 il devient le commandant de son squadron (il est l'un de trois Polonais qui commandent des squadrons britanniques). En octobre 1943 il remet le commandement de son unité et revient en Angleterre, où il est promu capitaine.
Le 16 février 1944 le capitaine Horbaczewski prend le commandement de la 315e escadrille de chasse.
Le 18 août 1944, Horbaczewski avec son escadrille (12 avions) s'envole pour une mission au-dessus de la France. Les Polonais attaquent par surprise  un groupe de 60 Fw-190 environ. Horbaczewski en abat trois, mais lui-même périt au combat. L'épave de son avion n'est retrouvée qu'en 1947 près de Velennes.
Eugeniusz Horbaczewski est enterré au cimetière de Creil. Le capitaine Horbaczewski totalise 17 victoires homologuées.

## Decorations
- Ordre militaire de Virtuti Militari - 2 fois
- La croix de la Valeur Krzyż Walecznych - 4 fois
- Ordre du Service distingué
- Distinguished Flying Cross - britannique

## Postérité
Le lycée de spécialité aéronautique à Zielona Góra ainsi que la 41e Base d'aviation d'entraînement portent le nom d'Eugeniusz Horbaczewski.
Une stèle à sa mémoire a été dévoilée à Velennes le 23 juin 2018.